# Otto Greis
Otto Greis (* 28. August 1913 in Frankfurt am Main; † 30. März 2001 in Ingelheim am Rhein oder Ockenheim) war ein deutscher Maler der informellen Kunst.

## Leben
Otto Greis studierte ab 1932 ursprünglich Maschinenbau, brach dieses Studium jedoch zu Gunsten der Malerei ab. Von 1934 bis 1938 nahm er bei Johann Heinrich Höhl, der an der Städelschule in Frankfurt ein Atelier besaß, Privatunterricht in Malerei und Zeichnung. Von 1940 bis 1945 war er Sanitätssoldat in der deutschen Wehrmacht. Unmittelbar nach dem Krieg lernte er 1945 Ernst Wilhelm Nay kennen, der in den 1950ern ein zentraler Vertreter der abstrakten Malerei in Deutschland war. Diese Begegnung und der damit verbundene Austausch über Fragen der Kunst war für Greis' weitere Entwicklung von großer Bedeutung. An seinen Werken der damaligen Zeit lässt sich dies ebenso ablesen wie die Auseinandersetzung mit den Werken von Paul Klee und Paul Cézanne.
Zu einem Schlüsselerlebnis für seinen künstlerischen Weg wurde sein Besuch der zweiten CoBrA-Ausstellung in Lüttich im Oktober 1951. Greis besuchte diese Ausstellung mit dem Maler K. O. Götz. Direkt danach entstand Greis' erstes informelles Gemälde „Claude“, dem rasch viele weitere tachistische Werke folgten. Im Dezember 1952 nahm er dann mit eigenen Werken an der legendären ersten Quadriga-Ausstellung in Frankfurt teil. Neben K. O. Götz, Heinz Kreutz und Bernard Schultze ist er damit einer der wichtigen Vertreter der informellen Malerei in Deutschland.
Otto Greis' Werk entwickelte sich sehr eigenständig. Es brach zwar mit dem Kanon der Malerei der ersten Hälfte des 20. Jahrhunderts, war aber kein Feld impulsiver gestischer Malerei. Greis verstand sein Werk vielmehr als Ergebnis von bewusster Gestaltung, die eigenen („neuen“) Gesetzmäßigkeiten folgte. So suchte er Mitte der 1950er Jahre in der Auseinandersetzung mit Zeugnissen „primitiver Kunst“ (Kunstwerke der Frühgeschichte und afrikanische Plastik) einen eigenständigen Stil. Ab 1956/1957 löste sich Greis vom informellen Stil und wandte sich anderen malerischen Herausforderungen zu, insbesondere der dritten Dimension. Diese suchte er durch einen sehr pastosen Farbauftrag (Farbschichten) in seine Gemälde zu integrieren. Während der 1960er Jahre begann Greis das Licht als eigene Dimension seiner Malerei zu verstehen. In der Auseinandersetzung mit „Raumkörpern“ auf der Leinwand bearbeitete er weiterhin den Aspekt der dritten Dimension. Ausgelöst durch Reisen in den Mittelmeerraum erhielten seine Gemälde während der 1970er zunehmend eine leuchtende farbliche Stimmung, die vielfach auf zehn und mehr fast transparent aufgetragenen Farbschichten beruht. Seine regelmäßigen Aufenthalte in Spanien ab ca. 1983 veränderten schließlich sein Form- und Farbrepertoire erneut.
Otto Greis entwickelte schon zu Beginn der 1950er Jahre Kontakte nach Paris, reiste regelmäßig dorthin und siedelt dann 1957 ganz nach Frankreich über. 1984 zog Greis zurück nach Deutschland, nach Ockenheim/Rhein, wo er 2001 im Alter von 87 Jahren starb. 2002 wurde er (postum) mit den anderen Malern der Quadriga mit dem Binding-Kulturpreis ausgezeichnet.

## Ausstellungen (Auswahl)
- 1952 Zimmergalerie Franck, Frankfurt am Main (Quadriga-Ausstellung)
- 1959 documenta II, Kassel
- 1962 Kunsthalle Mannheim
- 1967 Kölnischer Kunstverein, Köln
- 1968 Badischer Kunstverein, Karlsruhe
- 1970 Städtische Kunsthalle, Mannheim
- 1978 Kunsthalle Bremen
- 1981 Oberhessisches Museum, Gießen
- 1983 Kunstverein Friedberg
- 1985 Städtische Kunsthalle, Mannheim
- 1986 Sinclair-Haus, Bad Homburg v. d. H.
- 1988 Landesmuseum, Mainz
- 1992 Kunstverein Speyer
- 1996 Von der Heydt-Museum, Wuppertal
- 2003 Hessisches Landesmuseum, Darmstadt
- 2004 Städtische Galerie Wolfsburg
- 2005 Landesmuseum, Mainz
- 2006 Gustav-Lübcke-Museum, Hamm (23. April bis 18. Juni)
- 2010 Galerie Horst Appel, Frankfurt am Main